# William Rainey Harper
William Rainey Harper (New Concord, Ohio, 26 de julio de 1856 – Chicago, 10 de enero de 1906) fue uno de los académicos estadounidenses líderes de la última parte del siglo XIX y principios del XX. Harper ayudó a establecer tanto la Universidad de Chicago y la Universidad Bradley, y fue el primer presidente de ambas instituciones.

## Biografía
Harper nació en New Concord, un 26 de julio de 1856, siendo sus padres de ascendencia irlandesa y escocesa.
Muy temprano en su vida, demostró capacidades que lo pusieron por delante de los chicos de su edad, lo que le valió ser etiquetado como niño prodigio. Hacia los ocho años de edad, comenzó a prepararse en cursos de nivelación para el college. A los diez, se inscribió en el Muskingum College de su New Concord natal del que se graduó a los catorce. En 1872, ingresó a la Universidad de Yale para comenzar su maestría, la que completó en 1876. Harper rápidamente asumió una serie de posiciones universitarias, incluyendo aquellas en la Universidad Denison y en la de Yale. A través de su vida académica, escribió numerosos libros de texto. Fuerte partidario del aprendizaje a lo largo de la vida, estuvo también involucrado con la Chautauqua Institution en Chautauqua (Nueva York), y sus programas académicos comenzando en 1883.

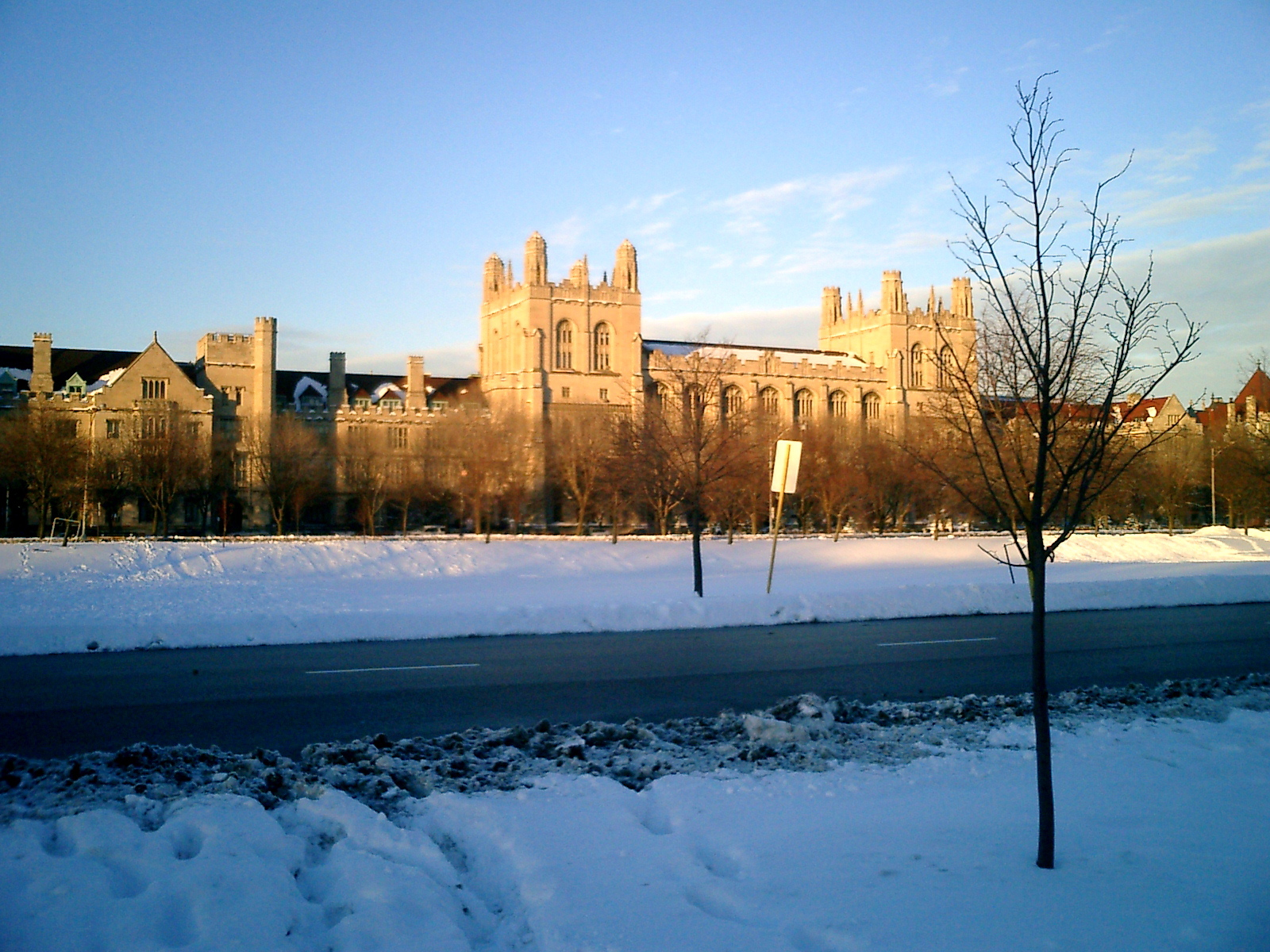
Biblioteca Harper de la Universidad de Chicago

## Presidente de la Universidad de Chicago
En 1891, John D. Rockefeller seleccionó a Harper, quien contaba con sólo treinta y cinco años de edad, para asistir en la organización de la Universidad de Chicago, y poco tiempo después, fue elegido como su primer presidente. Contratando al cuerpo de profesores de la nueva universidad y seleccionando sus estudiantes, sentó altos estándares. Puso los salarios de los docentes por encima del de los maestros de escuela y, haciendo esto, atrajo a los mejores académicos. Harper tenía un conocimiento experto de cada departamento de educación como así también visión para los negocios. También fue un muy poderoso orador.

## Innovaciones académicas
Además de alentar la creación del primer departamento de Egiptología y Sociología de los Estados Unidos, Harper aseguró el establecimiento de The University of Chicago Press. También instituyó el primer servicio de extensión de los Estados Unidos, diseñado para brindar clases a aquellos que no podían asistir a los cursos regulares debido a sus trabajos u otras obligaciones. Una de las ideas de Harper, que los estudiantes debían poder cursar los primeros dos años de carrera universitaria en sus propias comunidades para estar mejor preparados para el rigor de las universidades, ayudó a establecer las bases del sistema de colegios comunitarios en los Estados Unidos.
En la década de 1890, Harper, temeroso de que los cuantiosos recursos de la Universidad de Chicago podrían dañar a escuelas más pequeñas quitándoles buenos estudiantes, estableció un programa de afiliación con varias escuelas de estudio y universidades regionales, incluyendo Des Moines College, Kalamazoo College, Butler College, and Stetson University. Bajo los términos de la afiliación, las escuelas estaban obligadas a dar cursos comparables a aquellos de la misma Universidad de Chicago, a informar a la Universidad por adelantado de cualquier contratación o despido contemplados para el cuerpo de profesores, a no hacer ningún nombramiento sin la aprobación de la Universidad y a enviar copias de los exámenes para sugerencias. La Universidad de Chicago aceptaba otorgar un título a cualquier graduado sénior de una escuela afiliada que obtuviera una calificación sobresaliente en los cuatro años y a cualquier otro graduado que cursara doce semanas de estudio adicional en la Universidad misma. Un estudiante o un integrante del cuerpo de profesores de una escuela afiliada tenía derecho a acceder a la Universidad sin abonar matrícula, y los estudiantes de la Universidad estaban calificados para asistir una escuela afiliada bajo las mismas reglas y a recibir créditos por sus trabajos. La Universidad también aceptaba proveer a las escuelas afiliadas con libros y equipos científicos e insumos al costo, así como proporcionar instructores especiales y oradores sin costos salvo los gastos de viaje, y enviar sin costo una copia de cada libro y publicación realizada por The University of Chicago Press. El acuerdo preveía que cualquiera de las partes podía dar por finalizada la afiliación a través de los canales apropiados. Un importante número de profesores no aprobaban el programa debido a que les agregaba trabajo sin ninguna compensación económica y porque creían que disminuía la reputación académica de la Universidad misma. Después de la muerte de Harper en 1906, el programa fue gradualmente discontinuado y, hacia 1910, había pasado a la historia.

## Vida personal
William Rainey Harper se casó con Ella Paul Harper en 1875 y tuvieron tres hijos, Samuel Northrup, Paul y Donald, y una hija, Davida. Harper falleció de cáncer, un 10 de enero de 1906, a los 49 años. Él y su mujer se encuentran sepultados en la Rockefeller Memorial Chapel en el campus de la Universidad de Chicago.

## Legado
Adicionalmente, en 1896, Harper asistió a Lydia Moss Bradley a desarrollar los planes de esta última para crear el Bradley Polytechnic Institute (hoy conocido como Bradley University) en Peoria (Illinois) del cual Harper fuera su primer presidente. En 1903 Harper fundó la Religious Education Association.
En su honor han sido nombradas varias instituciones, como el colegio comunitario William Rainey Harper College ubicado en Palatine (Illinois), la Harper High School de Chicago y una antigua escuela elemental de Cleveland. La Avenida Harper, en Chicago, también rinde homenaje a este académico.

## Obras publicadas
- Introductory Hebrew Method and Manual (1886)
- An Inductive Greek Method (1888) (co-written by William E. Waters)
- An Inductive Greek Primer (1893) (co-written by Clarence Castle)
- An Inductive Latin Method (co-written by Isaac Burgess)
- Elements of Hebrew Syntax By an Inductive Method (1888)
- Eight Books Of Caesar's Gallic War (1891)
- Young Folks Library: Leaders of Men or History Told in Biography (Editor-1891)
- Xenophon's Anabasis Seven Books (1893)
- Religion and the Higher Life (1904)
- The Prophetic Element In The Old Testament: An Aid To Historical Study For Use In Advanced Bible Classes (1905)
- A Critical and Exegetical Commentary on Amos and Hosea (1905)
- The Biblical world, Volume 53 (1919)